# Aristotle Kristatos
Aristotle "Aris" Kristatos é uma personagem fictícia criada por Ian Fleming, existente no conto Risico, do livro antologia For Your Eyes Only, publicado em 1960. Principal antagonista de James Bond, no filme de 1981 ele é representado pelo ator britânico Julian Glover. 

## Características
Kristatos nasceu na ilha de Cefalônia, na Grécia e, apesar de considerado heróis pelos britânicos, que o condecoraram, atuou como espião duplo também para os nazistas durante II Guerra Mundial. Dando a impressão de ser um respeitável homem de negócios nos anos pós-guerra, na verdade ele é um ladrão sem escrúpulos que tornou-se um contrabandista de heroína e um espião no Ocidente da KGB soviética. Agindo com apoio de ex-simpatizantes nazistas, durante a guerra ele contrabandeou ouro, diamantes e suprimentos para fora da Grã-Bretanha e ainda mantém contato com esses homens, que o ajudam em suas atividades criminosas.
Com os anos, ele desenvolveu uma rivalidade mortal com Columbo, de quem já foi amigo, outro contrabandista grego, que no filme, em oposição a Kristatos, alia-se a Bond. Trabalhando para a KGB, Kristatos é contratado pelo General Gogol para encontrar e roubar para os russos o ATAC, um dispositivo que controla os mísseis Polaris britânicos, e que afundou junto com um navio espião perto da costa grega.

## No filme
Bond e Kristatos encontram-se primeiramente na casa do vilão nos Alpes, onde Bond conhece a sobrinha dele, Bibi Dahl, uma patinadora virtuose, que está sendo preparada para ser uma campeã olímpica do esporte. Bibi apaixona-se por 007, que entretanto não lhe atenção, pela pouca idade da personagem. Lá, Kristatos tenta matar Bond pela primeira vez, por capangas em motocicletas de neve, mas falha. Bond não faz ideia de que por trás do atentado está Kristatos, imaginando ser ordens de Columbo, de quem pensa ser seu verdadeiro inimigo..
Num segundo encontro num hotel-cassino, Bond e o vilão mais uma vez tem uma conversa num jantar a dois, e mais uma vez Kristatos tenta passar a ideia de que Columbo é o inimigo de 007. Só no dia seguinte, quando ele sofre nova tentativa de assassinato numa praia, em que a condessa Lisl von Schlaf, amante de Columbo - com quem Bond havia dormido - é atropelada e morta, Bond descobre que Kristatos é seu verdadeiro inimigo, depois de encontrar-se pessoalmente com Columbo.
Os dois voltam a se encontrar no mar, quando Bond e Melina Havelock encontram o AVAC no navio afundado e são capturados por'Aris' e seus homens, que se apoderam do engenho. Kristatos tenta matar o casal, arrastando-os na água e jogando-os contra a srochas, mas os dois escapam. O embate final se dá na fortaleza do vilão, no alto de um penhasco, para onde Bond, Melina, Columbo e um grupo de seus homens se dirigem. Depois de ver o ATAC ser destruído por Gogol - que foi buscá-lo, ao chamado de Kristatis - Bond embrenha-se numa luta com os capangas do vilão, e após vencê-los, tenta impedir Melina de matar Kristatos com sua besta - ele havia ordenado a morte dos pais da bond girl no começo do filme e ela procurava vingança.
Na aparente vacilação de Melina, Kristatos puxa uma faca e tenta matá-la de surpresa, mas é morto por uma facada nas costas por seu eterno inimigo e rival, Milos Columbo.